# Daniël Vandepitte
Daniël Vandepitte (Poperinge, 29 mei 1922 – Gent, 21 juni 2016) was hoogleraar bouwkunde aan de Universiteit Gent. Hij was rector van die universiteit in de woelige periode 1969-1973.
Hij werkte van 1946 tot 1956 als ingenieur bij Bruggen en Wegen, waarbij hij 19 weg- en 6 spoorwegbruggen over de Ringvaart in Gent ontwierp. Deze bruggen werden later geroemd om hun originaliteit: de eerste spanbetonbrug met doorlopende hoofdliggers en drie overspanningen, hangbruggen met voorgedrukte dekplaat, een kokerbrug en een boogspoorbrug van gewapend beton.
In 1956 werd hij aangesteld als docent aan de Faculteit der toegepaste wetenschappen, in 1960 werd hij hoogleraar. In 1979 schreef hij het lijvige standaardwerk Berekening van constructies, waaruit nog steeds gedoceerd wordt (status 2016).
In 2014 besliste de Merelbeekse gemeenteraad een van de door hem ontworpen bruggen over de Ringvaart, namelijk die van de Hundelgemsesteenweg, de ‘Vandepittebrug’ te noemen.